# Feldkirchner Badeseen

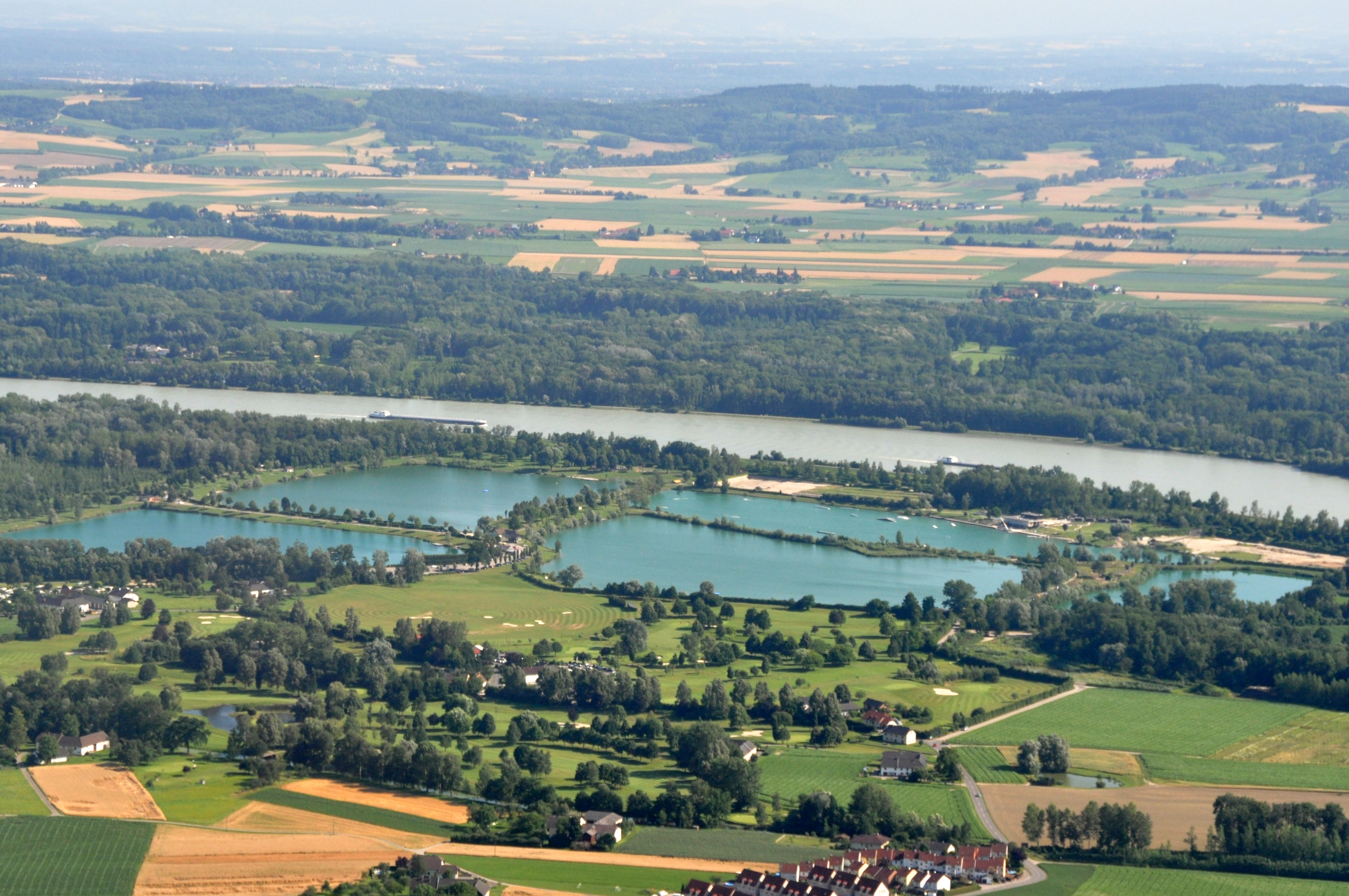
Feldkirchner Badeseen (2015)

Die Feldkirchner Badeseen umfassen fünf Baggerseen in der oberösterreichischen Gemeinde Feldkirchen,  die über das Grundwasser von der nahen Donau gespeist werden. Seit 1973 sind sie als Erholungsanlagen öffentlich zugänglich und werden vom Land Oberösterreich betreut. Sie haben eine Gesamtfläche von 630.000 m².

## Freizeitgelände und Sanierung
Auf der ganzjährig nutzbaren Anlage bestehen mehrere Freizeitangebote, darunter Schwimmen (einschließlich FKK-Bereich), Fischen, Surfen, Wasserskifahren und Tauchen. Neben dem Badeareal befindet sich ein Campingplatz.
Für die 2005 durchgeführte Sanierung der Badeseen hat das beauftragte Unternehmen das Saugbaggerschiff „Andrea Doria“ angekauft. 2006 wurde auf dem Freizeitareal die Wakeboard-Weltmeisterschaft ausgetragen und 2007 auf Initiative des Landes Oberösterreich ein Motorikpark errichtet.
Die Badeseen I, II und IV werden in der Badesaison an den Wochenenden von der Oberösterreichischen Wasserrettung, Ortsstelle Feldkirchen, überwacht. Zusätzlich ist ein Sanitätsteam des Arbeiter-Samariter-Bundes Gruppe Feldkirchen vor Ort.

## Größe der einzelnen Seen
- Feldkirchner Badesee I ca. 10 ha
- Feldkirchner Badesee II ca. 13 ha
- Feldkirchner Badesee III mit Wasserschifahren ca. 8 ha
- Feldkirchner Badesee IV fürs Surfen ca. 15 ha
- Feldkirchner See V ca. 4 ha, hier besteht Tauch- und Schwimmverbot. Der See ist naturbelassen und nur für Fischer zugänglich.